# Ribamar Batista
Ribamar Batista (São Paulo, Brasil, c. 1950) es un exfutbolista brasileño. Jugaba de delantero y jugó en diversos equipos de Brasil y Chile.

## Clubes
| Club                       | País   | Año       |
| -------------------------- | ------ | --------- |
| São Paulo FC               | Brasil | 1973-1975 |
| Independiente de Cauquenes | Chile  | 1976-1979 |
| Audax Italiano             | Chile  | 1980-1982 |
| Green Cross-Temuco         | Chile  | 1983      |
| Audax Italiano             | Chile  | 1984-1989 |

## Palmarés

### Distinciones individuales
| Distinción                                          | Año  |
| --------------------------------------------------- | ---- |
| Máximo Goleador de la Primera B de Chile (36 goles) | 1979 |